# Горно Александрово
Горно Александрово е село в Югоизточна България. То се намира в Община Сливен, област Сливен.

## История

### Изселване в Бесарабия
През османския период селото е известно под името Бургуджии.
По време на Руско-турската война от 1828 – 1829 година Бургуджии попада в областта, окупирана от руските войски. Както и при много други селища в Тракия, след края на войната голяма част от жителите на селото се изселват в Руската империя, страхувайки се от отмъщението на мюсюлманите. Изселниците се установяват в Бесарабия, където основават село Бургуджи (Виноградовка). На това село е посветена книгата на Нина Чуфарличева „Историко-културна характеристика на с. Бургуджи, Арцизско, Украйна“ и в тази на Константин Пеливан – „История села Бургуджи“.

### Преименуване
С благословията на Великите сили, и лично на император Александър II, на 13 март 1879 г. Александър Богориди е назначен за генерал-губернатор на Източна Румелия. Посрещнат е на границата при Търново-Сеймен (Симеоновград) от делегация, в която е взел участие сливенецът Панайот Минков и епископ Геврасий, който по-късно станал сливенски владика. Още във влака е бил предупреден, че ако слезе на гарата в Пловдив с фес на главата (Леко паша), населението няма да го пусне да влезе в града. Тогава Александър Богориди слага калпака, който предвидливо е сложил в багажа. Това става на 15 май 1879 г.
Една от най-важните задачи, които е трябвало да изпълни, е провеждането на изборите за Първото областно събрание, изпълняващо ролята на парламент. Още през септември същата година Александър Богориди прави първата си обиколка в областта, при която посещава и Сливен. Следващата му обиколка е през август 1882 г. Един от адютантите му е Христо Гюлмезов от Сливен, завършил с първия випуск на Военното училище в София. От телеграмите, които е изпратил личният му секретар Матеев, публикувани във в. „Марица“, става ясно, че тръгвайки от Котел за Сливен, е минал и през с. Бургуджии. Тук той е посрещнат, както и навсякъде, тържествено с много почести. Кметът Мано Йовчев предлага на Александър Богориди да стане кръстник на селото и то да приеме неговото име. Тази молба е уважена и с Приказ № 183 от 10 ноември 1882 г. селото е преименувано на Горно Александрово.
След изтичането на неговия мандат генерал-губернатор на Източна Румелия става Гавраил Кръстевич (също от Котел), който дотогава е бил директор на вътрешните дела. По това време се заражда и се развива движението за отхвърляне на васалното (зависимото) положение на Източна Румелия от султанската власт – народът е искал присъединяване към Княжество България.

На 6 септември 1885 г. се извършва Съединението на Източна Румелия с Княжество България с един държавен глава Александър Батенберг. В желанието си да опознае страната, която управлява и да се сближи с народа, той предприема редица обиколки в обединената държава. Само осем месеца след Съединението той прави една обиколка в Сливенската околия. В бр. 40 от 6 май и бр. 41 от 8 май 1886 г. на Държавен вестник са поместени няколко телеграми, от които се вижда, че на 3 май Александър Батенберг е бил в с. Бинкос, където е пренощувал, на 4 и 5 май е в Сливен, а на 6 май 1886 г. в 7 часа сутринта тръгва за с. Горно Александрово. В телеграмата от 7 май се казва:

## Културни и природни забележителности
В селото има православен храм – „Света Петка“.